# Beeldelement
Een beeldelement is een onderdeel van een tekening, schilderij of andere uiting van beeldende kunst
We onderscheiden vijf beeldelementen die echter zelden alleen optreden. Kunstwerken zijn meestal samengesteld uit de volgende beeldelementen. 
- De stip (punt),
- de streep (de lijn),
- de vlek (vlakke vorm),
- toon (licht-donkerwerking) en ten slotte
- de kleur.

Alhoewel we met stippen een vlak kunnen vullen of er een lijn mee kunnen opbouwen, geeft de stip geen richting of actie aan.  De stip is statisch en in rust.
De streep of lijn kan in beweging zijn, kracht of emotie uitdrukken en een richting aangeven.  Net zoals een handschrift is de lijn zeer persoonlijk en gevoelig.  Een lijn kan evengoed de scheiding zijn tussen licht en donker of kleuren.
De vlek ontstaat door lijnen te sluiten. Vlakken kunnen klein, groot, regelmatig, onregelmatig, gespannen, slap, stabiel, labiel, bol of hol zijn. De spanning tussen verschillende vlakken wordt de dynamiek genoemd.
Toon ontstaat uit de wisselwerking tussen licht en donker.  Door middel van slagschaduw en eigen schaduw kan de kunstenaar aantonen of een voorwerp bijvoorbeeld bol of ruw is. Bovendien wordt door het spel van licht en donker aan sfeerschepping gedaan.
Er bestaan primaire kleuren, secundaire kleuren en tertiaire kleuren. Kleuren hebben in hoge mate een gevoelswaarde en een ruimtelijke werking. Blauw heeft de neiging om te wijken terwijl aardkleuren, geel en rood op de voorgrond treden. Dit verschijnsel noemt het kleurenperspectief.  Door vermenging gaat de kleurkracht achteruit.  Geel heeft de grootste en blauw de kleinste kleurkracht.